# Auguste Arthur de la Rive
Auguste Arthur de la Rive (Genève, 9 oktober 1801 – Marseille, 27 november 1873) was een Zwitsers natuurkundige. Hij was een van de grondleggers van de elektrochemische theorie van galvanische elementen.

## Biografie
De la Rive was de zoon van Charles Gaspard de la Rive (1770-1834), hoogleraar medicijnen aan de Universiteit van Genève. Na zijn studie werd hij hoogleraar natuurfilosofie aan de academie in Geneve. Zijn experimentele onderzoekingen hadden vooral betrekking op elektriciteit en magnetisme. Door zijn uitvinding, zilver en koper in galvanische baden te vergulden, legde hij de basis voor de toekomstige ontwikkeling van de galvanoplastiek. In 1841 verkreeg hij voor deze uitvindingen van de académie des sciences een prijs van 300 Franse frank. Hij leverde ook onderzoeken voor problemen in de thermodynamica en de fysische optica.
Samen met François Marcet onderzocht hij de specifieke warmtecapaciteit van gassen en maakte hij waarnemingen voor het bepalen van de temperatuur van de aardkorst. Ook deed hij studie naar de theorie van de zuil van Volta en de elektrische ontlading in verdunde gassen, wat hem tot een nieuwe theorie leidde over het noorderlicht (Aurora Borealis). De la Rive was een tijdgenoot van Michael Faraday, André-Marie Ampère en Hans Christian Ørsted, wetenschappers met wie hij regelmatig correspondentie uitwisselde over elektriciteit.
Op 18 augustus 1826 huwde hij de schrijfster Jeanne-Mathilde Duppa (1808-1850). In 1834 werd hun zoon Lucien de la Rive in Choulex geboren, die later verscheidene artikelen publiceerde over verschillende wiskundige en natuurkundige onderwerpen. Zelf publiceerde hij tussen 1854 en 1858 het driedelige Traité d'électricité théorique et appliquée, die in verscheidene talen werd vertaald.
In 1860, toen de annexatie van Savoye en Nice bij de inwoners van Genève had geleid tot de vrees voor de Franse agressie, werd De la Rive door zijn medeburgers op een speciale diplomatieke missie naar Engeland gestuurd. Daar verkreeg hij een declaratie van de Engelse regering, die ook naar Frankrijk werd gezonden, dat een aanval op Genève zou worden beschouwd als een casus belli.
Gemeenschappelijk met Marc Thury richtte hij in 1862 de Société pour la construction d'instruments de physique (SIP) voor de reparatie van wetenschappelijke instrumenten. Onderweg om de winter door te brengen in Cannes overleed hij plotseling te Marseille op 27 november 1873.

## Ontladingsbuis van De la Rive
Als een rechtopstaande ijzeren staaf in een luchtledig, eivormig glazen buis door een elektromagneet wordt gemagnetiseerd dan ziet men als gevolg van de lorentzkracht een verticaal lichtspoor van de elektronenstroom sierlijk om de ijzeren staaf heen draaien. Dit experimentele toestel gebruikte De la Rive om het effect van het noorderlicht te verklaren.
- Biblioteca Nacional de España: XX1338017
- Bibliothèque nationale de France: cb12443309m (data)
- CiNii: DA15637442
- Gemeinsame Normdatei: 116737085
- Historisch woordenboek van Zwitserland: 018714
- International Standard Name Identifier: 0000 0001 2144 1129
- Library of Congress Control Number: n91079274
- Nationale Bibliotheek van Israël: 987007347131205171
- Nationale Bibliotheek van Polen: a0000003353486
- Nederlandse Thesaurus van Auteursnamen: 141674970
- Réseau des bibliothèques de Suisse occidentale: 02-A009169396
- SNAC: w6f76dqx
- Système universitaire de documentation: 031828035
- Virtual International Authority File: 95149993
- WorldCat: E39PBJbGXPQRWCgypcdYQ8dbBP